# Êxodo judaico dos países árabes

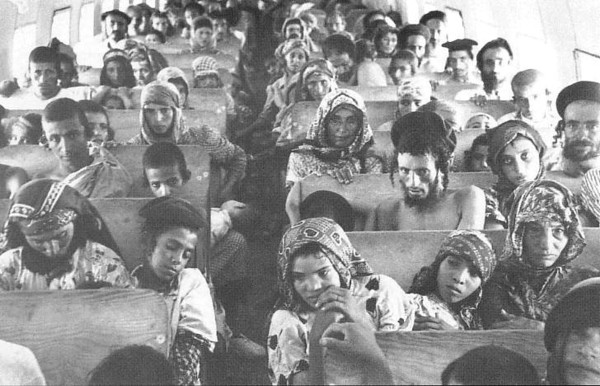
Judeus do Iêmen voam em fuga para Israel durante a Operação Tapete Mágico (1949–1950).

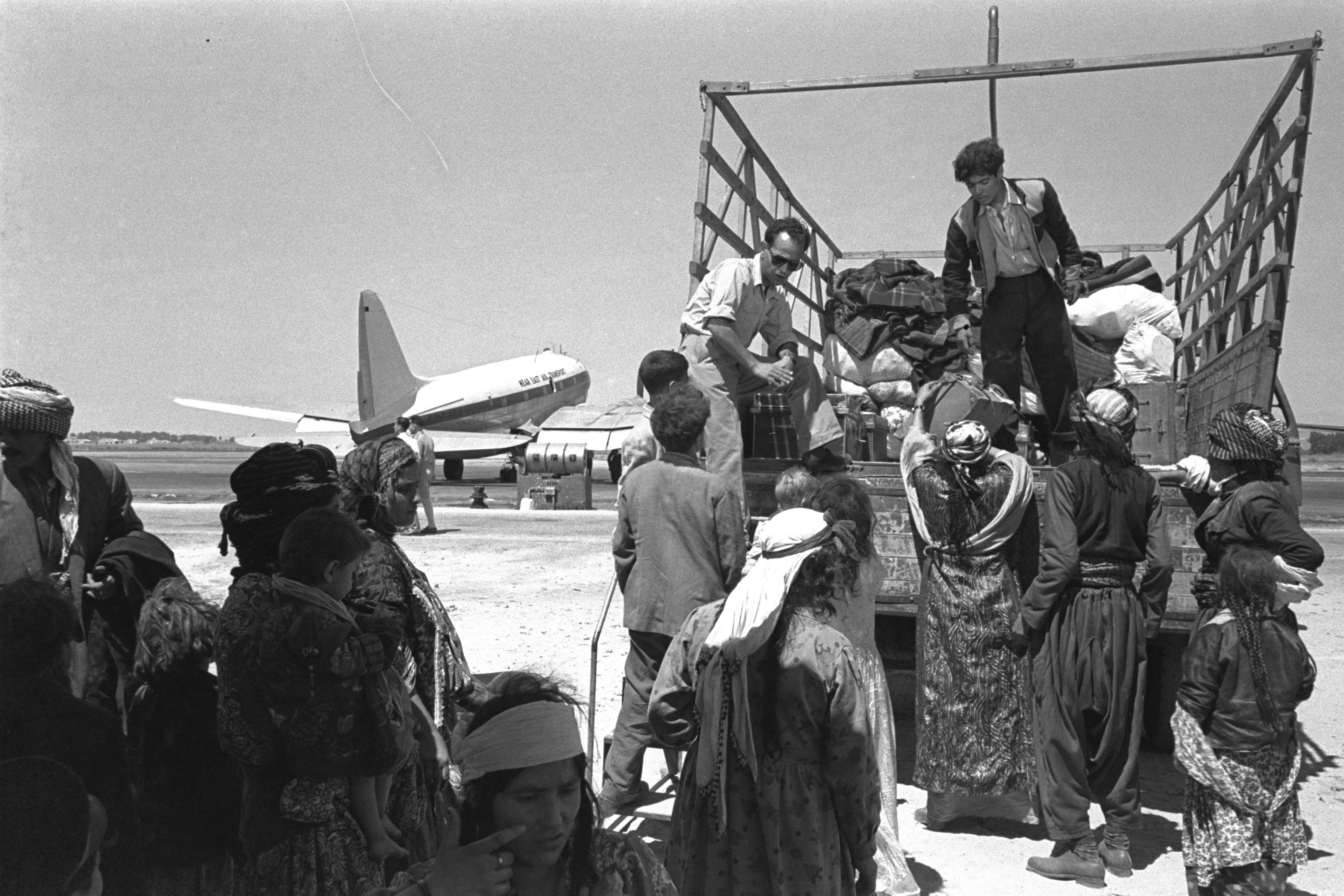
Desembarque de judeus iraquianos em Telavive, a caminho do campo de trânsito para refugiados de Ma'abarot, em 1951.

O êxodo judaico dos países árabes e muçulmanos (em hebraico:  פליטים יהודים ממדינות ערב; em árabe: التهجير الجماعي لليهود من الدول العربية والإسلامية), também conhecido como Nakba Judaico (em referência ao êxodo de árabes do então Mandato Britânico da Palestina na guerra árabe-israelense de 1947-48) foi o processo de expulsão em massa das comunidades judaicas estabelecidas nos países de maioria árabe e islâmica, a partir de 1948 e que durou até o início da década de 1970. A expulsão dos judeus dos países árabes e muçulmanos teve como pretexto principal o restabelecimento do Estado de Israel.
Embora a migração judaica no Oriente Médio e nas comunidades norte-africanas tenha começado no final do século XIX, tendo aumentado nas décadas de 1930 e de 1940, ela só se tornou significativa a partir da Guerra de Independência de Israel. Até o início da década de 1970, entre 800 mil e um milhão de judeus fugiram ou foram expulsos de suas casas nos países árabes. 260 mil chegaram a Israel entre 1948 e 1951; 600 mil apenas em 1972, mesmo ano do Massacre de Munique. O Líbano foi o único país árabe a aumentar a sua população judaica depois de 1948, devido a um afluxo de refugiados provenientes de outros países árabes que buscavam chegar ao território israelense. No entanto, após a eclosão da Guerra Civil Libanesa, estas comunidades judaicas também tiveram que deixar o país em busca de estabilidade e segurança em Israel. Em 2002 os judeus de países árabes e seus descendentes constituíam quase metade da população total do Estado de Israel.

## Antecedentes
Os judeus viveram no Oriente Médio, Norte da África e na região do Golfo Pérsico desde 2500 anos antes do nascimento dos modernos estados árabes. A partir do século VII, após o  surgimento do Islã e da conquista daquelas regiões pelos muçulmanos, os judeus, juntamente com os chamados "Povos do Livro", (cristãos e zoroastrianos) receberam o estatuto jurídico de "dhimmis", que em árabe significa "aliança" ou "oblação". Este era um velho conceito da lei islâmica (Sharia), segundo a qual membros de outras religiões consideradas monoteístas, devem viver sob a "proteção" dos sultões muçulmanos, com direitos e deveres "diferenciados". Na prática, os "dhimmis" eram cidadãos de segunda classe. Eram dispensados do serviço militar e religioso e eram taxados com impostos especiais. Em troca, os dominantes muçulmanos lhes garantiam o direito de praticar sua fé (ainda que com limitações severas), além do direito de manterem seus próprios juízes e tribunais em matérias civis, como casamento, divórcio, herança etc. Na prática, estes tratados eram inseguros e instáveis, uma vez que os acordos poderiam ser suspensos a qualquer momento
Perseguições e assassinatos em massa de judeus eram regulares, principalmente devido à instabilidade política. No norte da África, especialmente no Marrocos, Líbia e na Argélia, os judeus foram forçados a viver em guetos. Ao longo de toda a Idade Média foram promulgados decretos em que eram ordenadas a destruição de sinagogas no Egito, Síria, Iraque e Iêmen. Houve registros de  casos de conversão forçada de judeus ao Islã no Iêmen, Marrocos e Bagdá.
A partir dos primeiros anos do século XX, quando as aspirações dos sionistas em reconstruir a pátria judaica na Palestina começaram a tomar corpo, a situação piorou, ficando insustentável . O aumento da imigração judaica oriunda da Europa Oriental, o estabelecimento de cidades inteiramente judaicas, como Telavive e o crescimento dos kibutzim passou a atrair a oposição de lideranças árabes. Não demoraria para surgirem os primeiros atos retaliatórios contra os judeus na Palestina, como o Massacre de Hebron, em 1929. As hostilidades entre judeus e árabes começaram a se fazer sentir também nos países vizinhos, o que gerou um primeiro fluxo voluntário de retirada judaica nos anos 1930.
O surgimento do nazismo na Europa também significou uma deterioração na situação dos judeus dos países árabes, posto que muitos líderes muçulmanos se encantaram pela ideologia antissemita. Com a eclosão da Segunda Guerra Mundial, houve uma maciça adesão dos árabes à causa alemã. Isto impeliu a uma nova onda de imigração judaica para a Palestina Britânica.
Mas seria após o fim da guerra e a derrota do nazi-fascismo que a situação dos judeus árabes iria se deteriorar em definitivo. O reconhecimento internacional do direito judaico ao estabelecimento de sua pátria independente em parte da Palestina gerou revolta entre os árabes, que declararam guerra no dia seguinte ao da independência de Israel. A derrota da coalizão árabe em 1948 foi seguida por retaliações contra os judeus daqueles países. Houve uma intensa campanha de perseguição, antissemitismo, instabilidade política e, por fim, a expulsão pura e simples.

## O êxodo
Em 1945, havia entre 758 mil e 881 mil judeus vivendo em comunidades espalhadas por todo o mundo árabe. Hoje, restam menos de 7000. Em alguns países árabes como a Líbia (cuja população judaica chegou a ser 3% do total de habitantes), o número de judeus é zero. Em algumas outras nações, restaram poucas centenas ou mesmo dezenas. No Afeganistão, na primeira década do século XXI, restavam apenas dois judeus. A Partilha da Palestina pelas Nações Unidas detonou um processo de violência antijudaica em todo mundo árabe-muçulmano, com “pogroms” (massacres) registrados no Iêmen e na Síria. Em Alepo, metade da comunidade judaica local deixou a cidade. Na Líbia, os judeus locais foram privados de todos os seus direitos de cidadania e no Iraque, os judeus tiveram suas propriedades encampadas. Os judeus que emigraram não foram autorizados a negociar suas propriedades antes da partida. De 1948 a 1949, o governo israelense transportou secretamente 50 mil judeus do Iêmen e entre 1950 e 1952, 130 mil judeus foram retirados do Iraque. De 1949 a 1951, 30 mil judeus fugiram da Líbia para Israel. Nestes casos, mais de 90% da população judaica optou por sair, apesar da necessidade de deixar para trás seus bens e suas propriedades.
Em 2006, o órgão que representa oficialmente os refugiados judeus dos países árabes, a Organização Mundial dos Judeus dos Países Árabes (WOJAC, na sigla em inglês) avaliou que as propriedades judaicas abandonadas nos países árabes em mais de 100 bilhões de dólares. No ano seguinte, a mesma organização refez os cálculos e estimou um valor de 300 bilhões de dólares. Eles também avaliaram a extensão das terras abandonadas pelos judeus em 100 mil quilômetros quadrados (ou quatro vezes o tamanho total do estado de Israel).

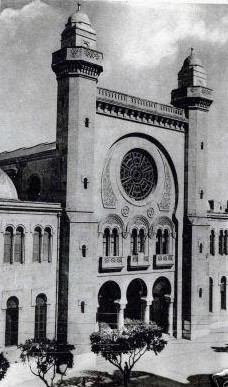
Grande Sinagoga de Oran, na Argélia, confiscada e convertida em mesquita após a retirada dos judeus argelinos.

| País ou território | população judaica (1948) | % de judeus sobre a população total (1948) | Emigrados a Israel            | População judaica estimada (2001) |
| ------------------ | ------------------------ | ------------------------------------------ | ----------------------------- | --------------------------------- |
| Aden               | 8.000                    |                                            | Véase Yemen                   | ~0                                |
| Argélia            | 140.000                  | 1,6%                                       | 24.000                        | ~0                                |
| Bahrein            | 550-600                  | 0,5%                                       | N/A                           | 36                                |
| Egito              | 75.000-80.000            | 0,4%                                       | 37.000                        | ~100                              |
| Iraque             | 135.000-140.000          | 2,6%                                       | 130.000                       | ~200                              |
| Líbano             | 5.000-20.000             | 0,4-1,5%                                   | 4.000                         | < 100                             |
| Líbia              | 35.000-38,000            | 3,6%                                       | 35.800                        | 0                                 |
| Marrocos           | 250.000-265,000          | 2,8%                                       | 266.300                       | 5.230                             |
| Síria              | 15,000-30,000            | 0.4-0.9%                                   | 8.500                         | ~100                              |
| Tunísia            | 50.000-105,000           | 1,4-3,0%                                   | 52.000                        | ~1.000                            |
| Iêmen              | 45.000-55,000            | 1,0%                                       | 50.600 (Iêmen e Aden somados) | ~200                              |
| Total              | 758.000 - 881.000        |                                            | 608.200                       | <6.500                            |

| País ou território | População judaica (1948) | População judaica estimada (2001) |
| ------------------ | ------------------------ | --------------------------------- |
| Afeganistão        | 5.000                    | 1                                 |
| Irão               | 140.000–150.000          | 11.000-40.000                     |
| Paquistão          | 2,000                    | N/A                               |
| Turquia            | 80,000                   | 18,000-27,000                     |